# حمزة الحفيظ
حمزة الحفيظ (بالإنجليزية: Humza Al-Hafeez)‏ (إسمه:ليونارد إرنست وير، 28 فبراير 1931 - 27 نوفمبر 2015 ،معروف سابقًا باسم ليونارد 12X وير) كان وزيرًا إسلاميًا ومؤلفًا وناشطًا اجتماعيًا يُعرف بشكلٍ ملحوظ على أنه أول ضابط مسلم أسود في إدارة شرطة نيويورك، والذي ظهر صعوده في أواخر الخمسينيات عندما أسس وعمل كرئيس الجمعية الوطنية لرجال الشرطة الأمريكيين من أصل أفريقي، وهي منظمة تسعى إلى: تحسين ظروف العمل لضباط إنفاذ القانون السود، وتوسيع فرص العمل، وتعزيز العلاقات بين شرطة نيويورك وأعضاء مجتمعات السود والمسلمين. خلال فترة مهنة الحفيظ، حصل على عدد لا يحصى من الإطراءات والجوائز، بما في ذلك الاستشهادات لخدمة المجتمع المتميزة. 

## الحياة الشخصية
ولد في هارلم، نيويورك إلى آسا موس وير، هو مهاجر من الهند الغربية (جامايكا، جزر الهند الغربية) وهو من أصل كاريبي مختلط (جمهورية الدومينيكان وسانت كروا، جزر فيرجن)، درس في مدارس نيويورك العامة حيث أظهروا استعدادًا مبكرًا للتاريخ والسياسة.
أجبرت مطالب حياته الشابة على ترك المدرسة الثانوية في سنواته الأولى من الالتحاق. ومع ذلك، وقد تأجج ميله للخدمة وسط بيئة كانت في كثير من الأحيان متحيزة ضد شباب الأقليات. في عام 1957، أخذ امتحان شرطة مدينة نيويورك ونجح فيه. ومع ذلك، ليتم تعيينه، هناك حاجة إلى شهادة مدرسة ثانوية أو الدبلوم. رتب لأخذ امتحان تطوير التعليم العام في مانهاتن، في مدرسة واشنطن ايرفينغ الثانوية. حصل على درجة النجاح، وحصل على الدبلوم، ودخل الجمعية الوطنية لرجال الشرطة الأمريكيين من أصل أفريقي في فبراير 1959، حيث سعى لتحسين ظروف العمل للضباط السود، والمجتمع ككل. خلال فترة عمله، عمل محققًا سريًا خاصًا لإدارة مكافحة المخدرات الأمريكية.
في أوائل السبعينيات، انضم إلى الجمعية الإسلامية، ومقره هارلم، وفي عام 1975، غير اسمه إلى حمزة الحفيظ. استند كتابه الأول «بعض الأشياء للتفكير» إلى تجاربه في سن الأربعينيات والخمسينيات، وقبوله للإسلام، ومناصرته كمسؤول إنفاذ القانون في السبعينيات.

## الخدمة العامة
وكناشط أدبي ورجل أعمال اجتماعي، عمل الحفيظ في صناعة النشر، كما شغل منصب رئيس تحرير جريدة محمد يتكلم. خلال حياته، حاضر في العديد من الجامعات ومعاهد التعليم في جميع أنحاء البلاد، بما في ذلك: جامعة نيويورك، جامعة برينستون، كلية بيس، جامعة شيكاغو، مدرسة توماس جيفرسون الثانوية، منشأة واليكيل الإصلاحية، مرفق جرين هيفن الاصلاحي، منشأة فيشكيل الإصلاحية، مؤسسة آرثر كيل للإصلاح، سجن الولايات المتحدة في: راي بروك، نيويورك، تير هوت، إنديانا، ولويسبورغ، ولاية بنسلفانيا.

## تقاعده
بعد تاريخ طويل من التأييد للمجتمعات المحرومة أو الأقليات، انتهى عمل الحفيظ مع شرطة نيويورك إلى نهايته في مارس 1976. لكن إرثه كـ «شرطي جيد» استمر بشكل جيد، مما حفز جيل جديد من القادة على ذكر مثاله كنموذج للنجاح، في حين أن الفضل في عمله الرائد هو الأساس لمجموعات مماثلة في جميع أنحاء البلاد.

## وفاته
توفي الحفيظ في 27 نوفمبر/تشرين الثاني 2015 في منزله في بروكلين بنيويورك عن عمر يناهز 84 عامًا. قد رزق بإبن واحد، وهو حبيب الزيد، هو الابن الوحيد الذي نجا من بين 5 أبناء آخرين، هم: رسول حفيظ، بسم الله عبد الحفيظ، يوحنا حفيظ، لاري وير، دون ابن حفيظ.
ورزق بثلاث بنات، روزماري وير، مارياما تيني ويليامز، وجاكي ماكسي.

## الجنازة
عقدت جنازة الحفيظ في معبد محمد في بروكلين، نيويورك، في صباح يوم 3 ديسمبر 2015. وتجمع مئات من أفراد عائلته وأصدقائه. أقام الإمام المقيم أديب رشيد الخدمة. تحية خاصة كانت قد كُتِبت وقُدّمت من قِبل الفنان الأدبي الدكتور ديتيما عبد اللطيف .

## من الأقارب
وارن وير، حاصل على الميدالية الجامايكية، أولمبياد لندن 2012.